# 共立蒲原総合病院
共立蒲原総合病院（きょうりつかんばらそうごうびょういん、英語名称 : Kyoritsu Kanbara General Hospital）は、静岡県富士市中之郷に所在する公立病院。

## 概要
富士市、静岡市、富士宮市の3市が共同で運営する医療機関。1955年（昭和30年）10月、静岡県庵原郡蒲原町に2町2村立の公立病院として設立。設立当時の許可病床は54床と少なかったが、地域の拠点病院としての需要が徐々に増し、2021年（令和3年）3月31日現在の許可病床は267床（一般病床175床、療養病床92床）となっている。
富士医療圏（富士市、富士宮市）に属しているが、地理的に静岡医療圏（静岡市）との境界に位置しているため、両医療圏から多くの入院・外来患者を受け入れており、平成27年度に受け入れた入院・外来患者のうち、富士医療圏は50%半ば、静岡医療圏は40%強を占めている。
2021年（令和3年）5月13日には、新型コロナウイルス感染症の後遺症を扱う専門外来を静岡県内で初めて開設した。

### 病院の存続問題
2019年（令和元年）9月26日、厚生労働省は公立病院や日本赤十字社などが運営する公的病院、424の病院について「再編統合について特に議論が必要」との分析をまとめ、共立蒲原総合病院をその1つに指定した。
これを受けて病院側は経営懇談会を開き、富士市、富士宮市が属する富士医療圏で病床数が不足している状況などを踏まえ、域内での役割や病床数の再検証は必要ないとの考えを示した。また、今回発表した厚生労働省の再編リストについて、西ヶ谷和之病院長は「地形的特異性や歴史的な成り立ちから医療圏をまたぐ病院を一律に数字だけで判断してよいのか。医師不足などほかに解決しなければならない問題がある」と苦言を呈した。
再編リスト公表後、静岡自治体労働組合総連合などは静岡県健康医療政策課に対して再編リスト撤回を国に求めるよう要請し、医療関係者や地域住民を対象とした地域医療構想の学習会を開催するなどした。2020年（令和2年）6月27日には、地域の住民運動と協同で住民アンケート調査を実施し、回答があったアンケートのうち、約8割が地域医療の維持を望むものであった。

### 開館・業務時間
- 受付時間[13][注釈 3] : 午前7時半から午前11時15分
- 休診日[13][注釈 3] : 毎週土曜日・日曜日、祝休日、年末年始（12月29日から1月3日）

### 交通アクセス
- 富士川駅
  - 徒歩で約15分[13]
  - バス（山梨交通・蒲原病院方面）で約6分[14]
- 新蒲原駅
  - バス（由比・蒲原病院線・蒲原病院方面）で約10分[14]
- 蒲原駅
  - バス（由比・蒲原病院線・蒲原病院方面）で約14分[14]
- 由比駅
  - バス（由比・蒲原病院線・蒲原病院方面）で約22分[14]
- 富士宮駅
  - バス（山梨交通・蒲原病院方面）で約45分[14]
- 東名高速道路
  - 富士インターチェンジから車で約25分[14]
  - 富士川スマートインターチェンジから車で約10分[14]
- 東海道新幹線
  - 新富士駅から車で約10分[14]

## 標榜診療科
- 内科
- 神経内科
- 呼吸器内科
- 消化器内科
- 循環器内科
- 小児科
- 外科
- 整形外科
- 脳神経外科
- 呼吸器外科
- 皮膚科
- 泌尿器科
- 婦人科
- 眼科
- 耳鼻咽喉科
- 放射線科
- 麻酔科
- リハビリテーション科
- 心療内科

2017年（平成29年）3月現在

## 沿革
- 1955年（昭和30年）10月1日 - 国民健康保険蒲原町外三ヶ町村組合[注釈 4]が庵原郡蒲原町蒲原六本松137番地に共立蒲原病院を開設[4]。
- 1956年（昭和31年）4月 - 付属准看護学院を開校[4]。
- 1958年（昭和33年）9月20日 - 総合病院の名称許可を得て、「共立蒲原総合病院」に改称[4]。
- 1959年（昭和34年）6月 - 蒲原町富士川町隔離病舎組合より隔離病舎（20床）が併設され、運用を受託[4]。
- 1983年（昭和58年）
  - 2月 - 庵原郡富士川町中之郷2500番地の1に新病院が完成[4]。
  - 5月1日 - 新病院での診療を開始[4]。
- 1989年（平成元年）6月1日 - 健康診断センター業務を開始[4]。
- 1992年（平成4年）12月 - 透析センター診療を開始[4]。
- 1994年（平成6年）3月 - 付属准看護学院が閉校[4]。
- 1995年（平成7年）4月 - 駿河看護専門学校を開校[4]。
- 2010年（平成22年）9月 - 看護師等修学資金貸与制度を創設[4]。
- 2011年（平成23年）3月 - 駿河看護専門学校を閉校[4]。
- 2016年（平成28年）
  - 3月 - 医学生修学資金貸与制度を創設[4]。
  - 3月 - 薬学生修学資金貸与制度を創設[4]。
  - 4月1日 - 共立蒲原総合病院訪問看護ステーションサテライト富士を開設[4]。
- 2020年（令和2年）
  - 5月22日 - 富士市医師会、富士市との運営業務委託契約に基づき、富士市地域外来・検査センターを開設[1]。
  - 8月31日 - 契約期間満了に伴い、富士市地域外来・検査センターの業務を終了[1]。
  - 9月11日 - 静岡県から「新型コロナウイルス感染症疑い患者受入協力医療機関」に指定[1]。
  - 11月2日 - 静岡県から「発熱等診療医療機関」に指定[1]。
- 2021年（令和3年）3月 - 「富士市高齢者施設等の新規入所者新型コロナウイルス感染検査実施事業」を開始[1]。

## 学会認定・施設指定等
| 日本禁煙学会認定教育施設                                                   | 日本外科学会外科専門医制度修練関連施設 |
| 日本消化器内視鏡学会指導施設                                               | 日本整形外科学会専門医研修施設         |
| 日本総合健診医学会・日本人間ドック学会人間ドック健診専門医制度暫定研修施設 | 日本脳神経外科学会専門医研修関連施設   |
| 日本泌尿器科学会専門医教育施設                                             | 日本病院総合診療医学会認定施設         |
| 日本消化器病学会関連施設                                                   | 日本脈管学会認定研修関連施設           |

| 保険医療機関指定                     | 労災保険指定医療機関                 |
| 結核予防法指定医療機関               | 生活保護法指定医療機関               |
| 指定自立支援医療機関（精神通院医療） | 指定小児慢性特定疾病医療機関         |
| 原子爆弾被害者医療指定医療機関       | 救急医療協力申出機関（病院群輪番制） |
| 指定難病指定医療機関                 |                                      |

## 組織

### 組織図
- 病院長
  - 医療安全管理室
  - 感染対策室
  - 認知症・せん妄ケアチーム
  - 栄養サポートチーム
  - 副病院長
    - 診療部
      - 内科
      - 神経内科
      - 心療内科
      - 精神科
      - 呼吸器内科
      - 消化器内科
      - 循環器内科
      - 糖尿病・内分泌内科
      - 小児科
      - 外科
      - 整形外科
      - 脳神経外科
      - 呼吸器外科
      - 皮膚科
      - 泌尿器科
      - 婦人科
      - 眼科
      - 耳鼻いんこう科
      - 麻酔科
      - リハビリテーション科
      - 放射線科
      - 人工透析センター

    - 診療技術部
      - 薬局
      - 放射線科
      - 検査科
      - リハビリテーション科
      - 栄養管理科

    - 看護部
      - 看護部長室
      - 外来・救急（内科、外科、小児科、皮膚科、泌尿器科、整形外科、婦人科、眼科、耳鼻いんこう科、脳神経外科、麻酔科、放射線科、神経内科、内視鏡室、中央採血室）
      - 病棟（東2病棟、西2病棟、東3病棟、西3病棟、本4病棟、新3病棟）
      - 人工透析センター
      - 手術室
      - 訪問看護ステーション（訪問看護ステーション、サテライト富士）

    - 事務部
      - 医事経営課（医事担当、経営担当）
      - 総務課（総務担当、経理担当）
      - 施設物品課（施設担当、物品担当）
      - 地域医療支援室

    - 健康診断センター
      - 営業課
      - 看護科
      - 診療技術科

    - 芙蓉の丘
      - 介護科
      - 管理課
- 監査委員
  - 総務課
- 議会
  - 総務課

2020年（令和2年）4月1日現在

### 職員
正職員
| 職種              | 人数  |
| ----------------- | ----- |
| 医師              | 18人  |
| 保健師            | 8人   |
| 助産師            | 1人   |
| 看護師            | 154人 |
| 准看護師          | 3人   |
| 薬剤師            | 10人  |
| 診療放射線技師    | 16人  |
| 臨床検査技師      | 16人  |
| 臨床工学技士      | 4人   |
| 管理栄養士        | 4人   |
| 理学療法士        | 14人  |
| 作業療法士        | 6人   |
| 言語聴覚士        | 2人   |
| 視能訓練士        | 1人   |
| 事務職員          | 26人  |
| 合計              | 283人 |
| 2021年3月31日現在 |       |

臨時・パート職員
| 職種              | 人数  |
| ----------------- | ----- |
| 医師              | 3人   |
| 看護師等          | 42人  |
| 医療技術職員等    | 1人   |
| 事務職員          | 26人  |
| 看護助手等        | 60人  |
| 合計              | 132人 |
| 2021年3月31日現在 |       |

合計
| 職員区分          | 職員数 |
| ----------------- | ------ |
| 正職員            | 283人  |
| 臨時・パート職員  | 132人  |
| 合計              | 415人  |
| 2021年3月31日現在 |        |

## 関連人物
- 迫井正深[15][16]（初代内閣感染症危機管理統括庁内閣感染症危機管理対策官、第3代医務技監、内閣官房新型コロナウイルス感染症対策推進室長、第13代厚生労働省医政局長、死因究明等推進本部事務局長）- 過去に外科医として勤務。

## 共立蒲原総合病院組合
共立蒲原総合病院組合（きょうりつかんばらそうごうびょういんくみあい）は、静岡市、富士市、富士宮市の3市で構成する一部事務組合。

### 所掌事務
共立蒲原総合病院組合の所掌事務について、共立蒲原総合病院組合事業の設置等に関する条例第1条に以下のような規定がある。
```
第1条  共立蒲原総合病院組合に次の事業を設置する。
（1）住民の健康保持に必要な医療、健康診断及び訪問看護を提供するための共立蒲原総合病院事業（以下「病院事業」という。）
（2）介護保険法（平成9年法律第123号）に規定する被保険者に対し、必要な介護 を提供するための介護老人保健施設事業（以下「施設事業」という。）
（3）介護保険法に規定する被保険者に対し、適正な居宅介護支援を提供するため の居宅介護支援事業所事業（以下「事業所事業」という。）
```

#### 運営施設
| 事業名     | 施設名                   |
| ---------- | ------------------------ |
| 病院事業   | 共立蒲原総合病院         |
| 施設事業   | 介護老人保健施設芙蓉の丘 |
| 事業所事業 | 介護老人保健施設芙蓉の丘 |

### 一部事務組合の変遷
| -                                | 加入自治体                       | 加入自治体の総人口               | 人口の統計日                     |
| 国民健康保険蒲原町外三ヶ町村組合 | 国民健康保険蒲原町外三ヶ町村組合 | 国民健康保険蒲原町外三ヶ町村組合 | 国民健康保険蒲原町外三ヶ町村組合 |
| -------------------------------- | -------------------------------- | -------------------------------- | -------------------------------- |
| 1952年 - 1956年                  | 蒲原町、富士川町、松野村、内房村 | 35,832人                         | 1955年10月1日                    |
| 1956年 - 1957年                  | 蒲原町、富士川町、松野村、富原村 | -                                | -                                |
| 1957年                           | 蒲原町、富士川町、松野村、芝川町 | -                                | -                                |
| 国民健康保険蒲原町外二ヶ町組合   |                                  |                                  |                                  |
| 1957年 - 1967年                  | 蒲原町、富士川町、芝川町         | 44,384人                         | 1965年10月1日                    |
| 国民健康保険蒲原町外三ヶ町組合   |                                  |                                  |                                  |
| 1967年 - 1973年                  | 蒲原町、富士川町、芝川町、由比町 | 55,553人                         | 1970年10月1月                    |
| 共立蒲原総合病院組合             |                                  |                                  |                                  |
| 1973年 - 2006年                  | 蒲原町、富士川町、芝川町、由比町 | 48,957人                         | 2005年10月1日                    |
| 2006年 - 2008年                  | 静岡市、富士川町、芝川町、由比町 | 744,523人                        | 2008年10月1日                    |
| 2008年 - 2010年                  | 静岡市、富士市、芝川町           | 979,873人                        | 2010年3月1日                     |
| 2010年 - 現在                    | 静岡市、富士市、富士宮市         | 1,059,061人                      | 2020年10月1日                    |

- 1952年（昭和27年）9月20日 - 国民健康保険蒲原町外三ヶ町村組合が発足[24]。
- 1956年（昭和31年）9月30日 - 内房村が芝富村と合併し、富原村となる[4][25]。
- 1957年（昭和32年）
  - 3月31日 - 富原村と柚野村が合併して芝川町となり、一部事務組合に加入[4][25]。
  - 4月 - 松野村と富士川町と合併したことに伴い、一部事務組合を「国民健康保険蒲原町外二ヶ町組合」に改称[4]。
- 1967年（昭和42年）4月1日 - 一部事務組合に由比町が加入し、「国民健康保険蒲原町外三ヶ町組合」に改称[4]。
- 1973年（昭和48年）7月31日 - 一部事務組合の名称を「国民健康保険蒲原町外三ヶ町組合」から「共立蒲原総合病院組合」に変更[4]。
- 2006年（平成18年）3月31日 - 蒲原町が静岡市に編入合併したことに伴い、静岡市が共立蒲原総合病院組合に加入[4]。
- 2008年（平成20年）11月1日 - 富士川町が富士市に、由比町が静岡市に編入合併。富士市が共立蒲原総合病院組合に加入[4]。
- 2010年（平成22年）3月23日 - 芝川町が富士宮市に編入合併。富士宮市が共立蒲原総合病院組合に加入[4]。

### 管理者・副管理者
共立蒲原総合病院組合の管理者・副管理者は共立蒲原総合病院組合規約で、管理者は静岡市及び富士市の互選により1人、副管理者は管理者となった関係市の長を除いた関係市の長をもって2人充てると規定されている。
| 役職     | 氏名       | その他役職 |
| -------- | ---------- | ---------- |
| 管理者   | 小長井義正 | 富士市長   |
| 副管理者 | 難波喬司   | 静岡市長   |
| 副管理者 | 須藤秀忠   | 富士宮市長 |

### 共立蒲原総合病院組合議会
共立蒲原総合病院組合規約で、共立蒲原総合病院組合議会議員の定数は12人（静岡市 : 5人、富士市 : 5人、富士宮市 : 2人）、関係市の議会の議員から選出すると規定されている。
| 区分   | 報酬額（日額） |
| ------ | -------------- |
| 議長   | 12,000円       |
| 副議長 | 11,000円       |
| 議員   | 10,000円       |